# Franz von Vecsey
Franz von Vecsey (Budapest, 23 marzo 1893 – Roma, 5 aprile 1935) è stato un violinista compositore ungherese.

## Biografia
Ferenc de Vecsey inizia i propri studi sotto la guida del padre, Lajos Vecsey, per proseguire, dall'età di 8 anni, nella classe di Jenő Hubay. Allievo di Joseph Joachim a Berlino, debuttò nel 1903, a soli 10 anni. Violinista dotato di tecnica e temperamento straordinari, è ricordato per essere il dedicatario finale del Concerto per Violino op.47 di Jean Sibelius.
Negli anni 1910-1920' si affermò come uno dei massimi violinisti presenti sulla scena europea, effettuando tournée in duo anche con Béla Bartók.
Dal 1926 al 1935 (anno della prematura scomparsa a soli 42 anni) visse a Venezia in Palazzo Giustinian de Vescovi.

## Principali composizioni

### Violino solo
- Preludio e Fuga in Do minore (1914) -dedicato a Jenő Hubay-

### Violino e Pianoforte
- Caprice in Fa diesis maggiore (1913)
- Caprice fantastique (1933)
- 10 Caprices:
  - No.1 "Le Vent" in La minore (1916)
  - No.2 "Cascade"
  - No.3 "Valse macabre"
  - No.4 "Badinage"
  - No.5 "La Lune glisse à travers les nuages" (1917)
  - No.6 "Octaves dansantes"
  - No.7 "Claire de lune"
  - No.8 "Feu d'étincelles"
  - No.9 "Reflets dans l'eau"
  - No.10 "Pensée fantastique"
- Le Chagrin de Pierrot
- Chanson nostalgique (1933)
- Chanson triste (1913)
- Conte passionné in Sol maggiore (1913)
- Fantaisies (1921):
  - No.1 "Devant un tombeau"
- 3 Morceaux (1912):
  - No.1 "Rêve" in La minore
  - No.2 "Humoresque" in Mi minore
  - No.3 "Minuet" in Mi maggiore
- Motus Barbarus
- Plainte nostalgique
- Preghiera in Sol diesis minore (1924)
- Préludes (1921) -No.3~5 anche per 2 violini e pianoforte-:
  - No.1 "À toi"
  - No.2 "Nuit du Nord"
  - No.3 "Badinage impertinant"
  - No.4 "Claire de lune sur le Bosphore"
  - No.5 "Pourquoi ..."
  - No.6 "Nostalgie"
  - No.7 "Rêverie"
  - No.8 "Pensée triste"
- Souvenir (1913)
- Valse lente (1933)
- Valse triste in Do minore (1913) -Parafrasi per pianoforte solo di Georges Cziffra (1957)-[3]

### Trascrizioni per violino e pianoforte
- La Campanella (1934) -dal Rondò finale del Concerto per Violino e Orchestra No.2 Op.7 di Niccolò Paganini-
- Mariä Wiegenlied (1934) -dal Lied Op.76, No.52 di Max Reger-